# Голіна (Нижньосілезьке воєводство)
Голіна (пол. Golina, нім. Heidersdorf) — село в Польщі, у гміні Волув Воловського повіту Нижньосілезького воєводства.
Населення — 68 осіб (2011).
У 1975-1998 роках село належало до Вроцлавського воєводства.

## Демографія
Демографічна структура станом на 31 березня 2011 року:
|          | Загалом | Допрацездатний вік | Працездатний вік | Постпрацездатний вік |
| -------- | ------- | ------------------ | ---------------- | -------------------- |
| Чоловіки | 36      | 9                  | 26               | 1                    |
| Жінки    | 32      | 7                  | 21               | 4                    |
| Разом    | 68      | 16                 | 47               | 5                    |